# Route nationale 21 (Inde)
Pour les articles homonymes, voir Route nationale 21.
La route nationale 21 (en anglais : National Highway 21, sigle NH 21), une route nationale  en Inde qui relie Jaipur à Agra et à Bareilly.

## Tracé
- Jaipur
- Dausa
- Bharatpur
- Agra
- Jalesar
- Sikandra Rao
- Bareilly

## Histoire
La section Jaipur-Agra de la NH 21 était connue sous le nom de NH 11 avant la renumérotation de toutes les autoroutes nationales par le ministère des Transports routiers et des Autoroutes en 2010,